# Loporzano
Loporzano é um município da Espanha, na província de Huesca, comunidade autónoma de Aragão. Tem 168,6 km² de área e em 2021 tinha 574 habitantes (densidade: 3,4 hab./km²). Pertence à comarca de Hoya de Huesca, e limita com os municípios de Nueno, Casbas de Huesca, Ibieca, Siétamo, Alcalá del Obispo, Monflorite,
Huesca, Tierz e Quicena.